# یایا فیازتری
یایا فیازتری (ایتالیایی: Iaia Fiastri؛ ‏ ۱۵ سپتامبر ۱۹۳۴ – ۲۸ دسامبر ۲۰۱۸) فیلم‌نامه‌نویس و ترانه‌سرای اهل ایتالیا بود.
از فیلم‌هایی که وی در آن‌ها نقش داشته‌است، می‌توان به برهنه می‌بینم، عشق و ازدواج، سفید، قرمز و…، نان و شکلات و عشق‌های من اشاره نمود.